# Dariusz Wyka
Dariusz Wojciech Wyka (Przemyśl, 3 dicembre 1991) è un cestista polacco.

## Palmarès
- Coppa di Polonia: 2

Legia Varsavia: 2024
Walbrzych: 2025